# سلمان کریک (کالیفرنیا)
سلمان کریک (به انگلیسی: Salmon Creek) یک منطقهٔ مسکونی در ایالات متحده آمریکا است که در شهرستان سونوما، کالیفرنیا واقع شده‌است. سلمان کریک ۲٫۸۸۶ کیلومتر مربع مساحت و ۸۶ نفر جمعیت دارد و ۱۴٫۰۲ متر بالاتر از سطح دریا واقع شده‌است.